# Dicranopteris
Dicranopteris, rod papratnica iz porodice Gleicheniaceae, dio reda Gleicheniales. 
Sastoji se od 22 vrste i jednog hibrida iz pantropskih područja, najviše Malezija.

## Vrste
1. Dicranopteris cadetii Tardieu
2. Dicranopteris clemensiae Holttum
3. Dicranopteris curranii Copel.
4. Dicranopteris elegantula Pic. Serm.
5. Dicranopteris flexuosa (Schrad.) Underw.
6. Dicranopteris gigantea Ching
7. Dicranopteris lanigera (D. Don) Fraser-Jenk.
8. Dicranopteris linearis (Burm. fil.) Underw.
9. Dicranopteris nervosa (Kaulf.) Ching
10. Dicranopteris pedata (Houtt.) Nakaike
11. Dicranopteris pubigera (Blume) Nakai
12. Dicranopteris rufinervis (Mart.) Ching
13. Dicranopteris schomburgkiana (Sturm) Morton
14. Dicranopteris seminuda (Klotzsch) Maxon
15. Dicranopteris seramensis M. Kato
16. Dicranopteris speciosa (C. Presl) Holttum
17. Dicranopteris spissa (Fée) L. V. Lima & Salino
18. Dicranopteris splendida (Hand.-Mazz.) Tagawa
19. Dicranopteris subpectinata (Christ) C. M. Kuo
20. Dicranopteris taiwanensis Ching & P. S. Chiu
21. Dicranopteris tetraphylla (Rosenst.) C. M. Kuo
22. Dicranopteris weatherbyi (Fosberg) Glassman
23. Dicranopteris × nepalensis Fraser-Jenk.

## Sinonimi
- Acropterygium (Diels) Nakai
- Heteropterygium Diels
- Hicriopteris C.Presl
- Holopterygium Diels
- Mertensia Willd.
- Mesosorus Hassk.
- Sticherus sect.Hicriopteris (C.Presl) C.Chr.